# Bahnhof Reil DB
Der Bahnhof Reil DB ist ein ehemaliger Bahnhof und heutiger Haltepunkt in der rheinland-pfälzischen Ortsgemeinde Reil an der Mosel. Die Bahnstation liegt an der im Jahr 1883 in Betrieb genommenen Bahnstrecke Pünderich–Traben-Trarbach, auf welcher heute die Züge der Linie RB 85 von Transdev (Bullay – Reil – Kövenig – Traben-Trarbach) nach dem Rheinland-Pfalz-Takt täglich im Stundentakt verkehren.
Der Zusatz DB steht dabei für Deutsche Bundesbahn bzw. Deutsche Bahn zur Unterscheidung vom ehemaligen Kleinbahnhof Reil Ost an der Moselbahnstrecke, welche auf der gegenüberliegenden Seite der Mosel verlief.

## Geschichte
Der Bahnhof Reil sollte nach den Plänen der Eisenbahn südlich des Ortes liegen. Die Gemeinderäte knüpften ihre Zustimmung zum Bau der Strecke und einer finanziellen Beteiligung in Höhe von 75.000,00 Mark an die Errichtung des Bahnhofs am jetzigen Standort. Der erste Bahnhof – ein zweistöckiges Gebäude und ein kleiner Schuppen – wurde um 1882/83 errichtet. In den Folgejahren wurde er drei Mal vergrößert. Nach dem Ersten Weltkrieg erhielt er einen kleinen Anbau und eine Toilette auf dem Bahnhofsvorplatz.
Um 1930 errichtete die Bahn einen neuen Bahnhof mit einem beheizbaren Wartesaal und einer Toilette unter einem Dach. Der damalige Ortsbürgermeister Karl Nalbach ließ zwischen 1945 und 1950 den Bahnhof renovieren.
Die Bahnstation Reil mit einem Durchgangs-, einem Umfahr- und einem Freiladegleis diente dem Personen- und Güterverkehr gleichermaßen. So nutzte die Schröterzunft die Bahn zum Versand von Fassweinen. Auch wurden in Reil Kohle, Brikett und Holz angeliefert, nach der Stilllegung der Moselbahn auch für die umliegenden Ortschaften Enkirch und Burg, Pünderich und Briedel. Die Lagerhallen übernahm später die Firma Raiffeisen zum Abstellen der Dreschmaschine und zur Lagerung von Kunstdünger und anderen Materialien.
Seit den 1960er Jahren ermöglicht die Bahn vielen Reiler Kindern den Besuch der Realschule oder des Gymnasiums in der Kreisstadt Wittlich sowie in der näher gelegenen Stadt Traben-Trarbach. Fahrschüler, Berufspendler und Cluburlaubreisende aus ganz Deutschland bilden die größten Gruppen, die diese Bahnlinie nutzen. Seit den 1970er Jahren empfangen Reiler Schulkinder die Gäste am Bahnsteig mit ihren vielfältigen „Koffertaxen“, die das Gepäck von der Bahn zu den jeweiligen Hotels bringen. Insbesondere bei der Abreise, wenn Wein eingekauft wird, nehmen Gäste diese Angebote gegen eine Spende sehr gerne an.
Der Bahnhof Reil behielt seine Funktion bis 1991, zuletzt nur noch für den Fahrkartenverkauf am Schalter. Danach bildete sich der Verkehrsverbund Schülerbeförderung (Gymnasium/Realschule Traben-Trarbach). 1998 wurde das Bahnhofsgebäude privatisiert und als Wohn- und Geschäftshaus ausgebaut.
Mit dem Fahrplanwechsel 2014/2015 am 14. Dezember 2014 übernahm Rhenus Veniro für 15 Jahre den Verkehr der Moselweinbahn vom vorigen Betreiber DB Regio.

## Bedienung
Der eingleisige Haltepunkt Reil wird durch die Regionalbahn-Züge der Linie RB 85 zwischen Bullay und Traben-Trarbach bedient. Die Fahrten finden im Auftrag des Zweckverbandes SPNV Nord nach dem Rheinland-Pfalz-Takt täglich im Stundentakt statt. Ausführendes Eisenbahnverkehrsunternehmen ist die Transdev Verkehr GmbH, welche Triebwagen vom Typ Regio-Shuttle RS1 von Stadler Rail einsetzt.
| Linie | Bezeichnung   | Zuglauf                                         | Taktfrequenz |
| ----- | ------------- | ----------------------------------------------- | ------------ |
| RB 85 | Moselweinbahn | Bullay DB – Reil DB – Kövenig – Traben-Trarbach | 60 min       |